# Марлье, Эрнст
Эрнст Марлье (28 июля 1875 года в Кобурге — 1948 ; полное имя Эрнст Фердинанд Эмиль Марлье) — немецкий предприниматель-шарлатан. В построенной им роскошной вилле позднее была проведена печально известная Ванзейская конференция.

## Биография
Эрнст Марлье был сыном Филиппа Марлье (главного почтового комиссара Баварии, умершего в 1902 году) и его второй жены Матильды Марлье, урождённой Форкельн. Получив коммерческое образование на Фабрике бухгалтерских книг Фукса, он с 1895 по 1897 год служил в пехотном полку № 22 в Касселе и в 1899 году переехал в Нюрнберг. Там он был владельцем компании по доставке товаров почтой Micado. Вероятно, с тех пор он также был вовлечен в оптовую торговлю углём своего сводного брата Юлиуса Марлье (род. 1852). В 1903 году он переехал в Берлин, где сначала жил на Курфюрстенштрассе 173а (угол Денневицштрассе) в Тиргартене, а затем на Штернштрассе 22 в Лихтерфельде. Он основал различные компании по производству фармацевтических продуктов, такие как Chemische Fabrik Dr. Schröder GmbH, химический завод Dr. Hartmann GmbH и химический завод Dr. Вагнер и Марлье.
В 1905 году Фармацевтический институт Берлинского университета определил, что лекарства Марлье состоят в основном из винной кислоты, лимонной кислоты, хлорида натрия и яичного желтка. Ещё в 1907 году полицей-президиум Берлина сообщал о снадобьях Марлье, что «у них нет тех свойств, которые им приписываются в рекламе». Фармацевтические и медицинские препараты, продаваемые Марлье среди прочего включали Антипозитин, Антинейрастин, Ренаскин, Сланкал, Леватин, Виснервин, Виталито и Хамасол. В том же году власти Германии запретили препараты Антипозитин и Антинейрастин.
Марлье был осужден несколько раз: в 1904 году за нарушение неприкосновенности жилища и простое телесное повреждение, а в 1906 году — за незаконную торговлю ядами и лекарствами. Несмотря на это, он разбогател и достиг значительного годового дохода в размере около 100 тысяч марок. Он несколько раз ходатайствовал о награждении медалями и званиями, но смог получить лишь звание королевского прусского коммерции советника. В 1912 году он снова столкнулся с уголовным преследованием, теперь уже за хулиганство, физическое домогательство, оскорбление должностных лиц и сопротивление государственной власти.

## Вилла Марлье
В конце 1914 года Марлье поручил берлинскому архитектору Паулю Баумгартену-старшему построить роскошную виллу в районе Колония Альзен на Гросер-Ванзе. В 1921 году он продал виллу за 2,3 млн марок, которые быстро обесценились из-за инфляции, промышленнику Фридриху Мину. Последний, попав в тюрьму за махинации с Берлинской газовой компанией, был вынужден продать виллу в 1940 году Фонду Нордхав, близкому к СС. Посредством этого фонда ей фактически распоряжался Рейнхард Гейдрих. 20 января 1942 года на вилле состоялась Ванзейская конференция.
После продажи виллы Эрнст Марлье сначала жил в Берлин-Целендорфе, а с 1926 по 1928 год — в Базеле. Затем он переехал в Лугано, но избегал регистрации в полиции. Его дальнейшая судьба и подробности смерти неизвестны.